# マイアンドロス
マイアンドロス（古希: Μαίανδρος, Maiandros）は、ギリシア神話の神である。大洋神オーケアノスとテーテュースの息子の1人で、小アジアのマイアンドロス川（現在の大メンデレス川）の河神。マイアンドロス川はアナトリア半島西部のプリュギア地方とカーリア地方を流れてミーレートス近くでアイガイア海に注ぐ。伝説によるとマイアンドロス川の水は海に流れ込むとそこからペロポネーソス半島に達し、シキュオーンを流れるアーソーポス川の水になるという。そこでマルシュアースの笛もマルシュアース川からマイアンドロス川に流れ込み、その後アーソーポス川に浮かんでシキュオーンの川岸に流れ着いたと伝えられている。娘キュアネー、サミアー、カリロエー、カラモス、マルシュアース、バビュスの父。